# Вороненко (Ивано-Франковская область)
Вороненко (укр. Вороненко) — село в Поляницкой сельской общине Надворнянского района Ивано-Франковской области Украины.
Население по переписи 2001 года составляло 421 человек. Почтовый индекс — 78592. Телефонный код — 03434.
В селе расположена железнодорожная станция Вороненко, последняя в Ивано-Франковской области перед железнодорожным тоннелем в Закарпатье на линии Львов — Ивано-Франковск — Рахов — Сигет.